# Château de Belflou
Le château de Belflou est un château situé à Belflou (Aude), en France.

## Description
Le château de Belflou (principalement XIIIe siècle - XIVe siècle) fut à l'origine une forcia, soit une forteresse féodale secondaire, consistant probablement en un donjon devenu la tour carrée sud, des constructions en bois et le fossé en eau. Fin XIIIe siècle début XIVe siècle, la place forte fut transformée en château fortifié, dont l'aspect ne changera plus beaucoup jusqu'à nos jours. Les éléments aujourd'hui disparus sont un pont-levis à l'ouest, remplacé par un petit pont de pierre, des communs dans la cour, un chemin de ronde en bois surplombant le mur d'enceinte et, peut-être, une seconde tour d'enceinte au nord-est. Début XVIe siècle, la tour d'escalier nord fut surélevée et ornée de bustes et de gargouilles, tandis que son avant-corps fut remanié. Au XVIIe siècle et au XVIIIe siècle, plusieurs ouvertures, notamment les fenêtres au sud, furent agrandies. Au XIXe siècle, la façade nord et les parties hautes de l'aile est furent réaménagées, cependant qu'un petit pont fut ajouté à l'est pour accéder à la terre attenante.
Dans l'ensemble, l'édifice et ses fortifications sont un exemple bien conservé de l'architecture défensive du bas Moyen Âge en Lauragais. Le château et son fossé en eau sont protégés au titre des monuments historiques depuis 1948. Le site a été classé en 1989.

## Localisation
Le château est situé sur la commune de Belflou, dans le département français de l'Aude.

## Historique
L'édifice a été inscrit au titre des monuments historiques (France) en 1948 .
Érigé vers la fin du XIIe siècle, le site fortifié de Belflou, appelé autrefois Valflor (vallée des fleurs) ou Saint Félix de Lanès, fut d'abord possession de seigneurs non identifiés, puis rattaché à la maison de Laurac. En septembre 1206 - ainsi que l'atteste une charte cosignée par les comtes de Foix et de Toulouse, le plus ancien document relatif à Belflou connu à ce jour - Aimeric de Roquefort, seigneur de Laurac et sympathisant de la fraction albigeoise des Cathares, donna Belflou en fief à quatre frères, les chevaliers Bernard, Hugues, Guy et Olric de Saint Germain.
En 1209, Simon de Montfort, fut appelé par le pape Innocent III, agissant d'entente avec le roi Philippe II Auguste, pour conduire la croisade contre les Albigeois. En 1211, il fit exécuter Aimeric de Roquefort et quatre-vingts de ses hommes, dont probablement les frères de Saint Germain. Il confisqua alors ses biens et seigneuries, dont la place forte de Belflou qui passa successivement aux mains des croisés, d'agents du comte de Toulouse et de représentants des rois de France. En 1310, le roi Philippe le Bel fit don de la seigneurie de Belflou à Philippe de Fontanes et à ses héritiers pour services rendus dans son administration. Durant près de cinq siècles, la famille Fontanes conserva et développa la seigneurie. En 1581-82, des huguenots investirent temporairement les lieux. En 1789, Belflou passa aux révolutionnaires. Les Fontanes se réfugièrent alors en Suisse et la propriété connut depuis divers occupants, dont la famille de Calmès, originaire du bourg de Trèbes, qui est une famille de la noblesse française subsistante. De nos jours ce château a été acheté par une autre famille.